# Liste von Bergwerken im Landkreis Neunkirchen

Kommunen im Landkreis Neunkirchen

Die Liste von Bergwerken Landkreis Neunkirchen führt die Gruben, Bergwerke, Stollen und andere unter das Bergrecht fallende Betriebspunkte Landkreis Neunkirchen, Saarland, auf.

## Geschichte
Der Bergbau im Saarland existierte bereits in keltischer Zeit und ist seit 1429 urkundlich nachgewiesen. Überwiegend wurde Steinkohle abgebaut. Mit der einsetzenden Industrialisierung Deutschlands ab 1850 sorgte die stark gestiegene Nachfrage nach Kohle für eine enorme Ausdehnung des Bergbaus an der Saar. Im Juni 2012 endete der Kohlebergbau im Saarland mit der Schließung des Bergwerks Saar. Die Kalksteingrube Auersmacher wird seit 2017 nur noch im Standby vorgehalten.

## Liste
| Name               | Gemeinde/Stadt | Bemerkungen | Teufe (m) | Beginn             | Ende               | RAG-Nr. / Quelle   | Lage | Bild |
| ------------------ | -------------- | --- | --------- | ------------------ | ------------------ | ------------------ | ---- | ---- |
| Altenwald          |                | Tagschacht A; Kohle | 60        | 1901 (ca.)         | 1937               | S 20104            | Lage |      |
| Altenwald          |                | Tagschacht B; Kohle | 70        |                    |                    | S 20105            | Lage |      |
| Dechen             |                | Dechen-Schacht 1, auch genannt: Mittelschacht; Kohle | 386       | 1854               | 1973               | S 20138            | Lage |      |
| Dechen             |                | Dechen-Schacht 2; Kohle | 635       | 1856               | 1968               | S 20131            | Lage |      |
| Dechen             |                | Dechen-Schacht 3, auch genannt: Mittelschacht; Kohle; erster Schacht im Saarrevier mit eisernem Ausbau | 615       | 1867               | 1963 (ca.)         | S 20136            | Lage |      |
| Dechen             |                | Dechen-Schacht 4; Kohle | 318       | 1868               | 1938               | S 20048            | Lage |      |
| Dechen             |                | Moselschacht; Kohle; Reste der eisernen Wetterführung erkennbar | 366       | 1887               | 1952               | S 20046            | Lage |      |
| Dechen             |                | Wetterschacht auf Flöz 30 Zoll; Kohle | 11        |                    |                    | S 20256            | Lage |      |
| Dechen             |                | Wetterschacht auf Flöz 30 Zoll; Kohle | 11        |                    |                    | S 20256            | Lage |      |
| Hendt              | ?              | Kohle ? |           | 1868 (mind.)       |                    | [ 5 ]              |      |      |
| Friedrichsthal     |                | Ansteigender Querschlag; Kohle; ansteigender Querschlag in Flöz Motz |           | 1873               | 1931 (oder früher) | SM 20191           | Lage |      |
| Göttelborn         |                | Einfallende Strecke Flöz Wahlschied; Kohle; Mit Betonplatte abgedeckt; Querschnitt ca. 3×4 m |           | 1907               |                    | SM 60003           | Lage |      |
| Heinitz            |                | Bildstock-Schacht, auch genannt: Bildstockschacht 2; Kohle | 451       | 1887               | 1938               | S 20059            | Lage |      |
| Heinitz            |                | Heinitz-Stollen; Kohle; Portal wurde 1979 umgesetzt in den Heinitzpark; an Originalposition des ehemaligen Stollenmundlochs wurde eine Eisentafel installiert                                                                 |           | 1847               | 1979 (oder früher) | [ 4 ]              | Lage |      |
| Heinitz            |                | Heinitzschacht 1; Kohle | 255       | 1851               | 1924               | [ 4 ]              | Lage |      |
| Heinitz            |                | Heinitzschacht 2; Kohle | 566       | 1852               | 1964               | [ 4 ]              | Lage |      |
| Heinitz            |                | Tageszugang in Flöz Waldemar; Kohle; 28 m nordwestlich vom Heinitzschacht 1 |           | 1854               |                    | [ 4 ]              | Lage |      |
| Heinitz            |                | Geisheckschacht 1; Kohle | 585       | 1881               | 1971               | S 20139            | Lage |      |
| Heinitz            |                | Geisheckschacht 2; Kohle | 578       | 1897               | 1963               | S 20058            | Lage |      |
| Heinitz            |                | Binsenthal-Schacht; Kohle | 316       | 1874               | 1938               | S 20049            | Lage |      |
| Heinitz            |                | Stollen heinitz WS; Kohle; Stollenmundloch unmittelbar vor Ventilatorschacht; evtl. zweiter Zugang zum Schacht |           |                    |                    | [ 1 ]              | Lage |      |
| Heinitz            |                | Ventilatorschacht 2; Kohle; hatte 22 m hohen Kamin und Wetterofen; 1938 außer Betrieb gegangen | 338       | 1871               | 1957               | [ 3 ]              | Lage |      |
| Heinitz            |                | Freidelstollen; Wasserversorgungsstollen für die Grube Heinitz |           | 1863               |                    | SM 20242           | Lage |      |
| Heinitz            |                | Heinitz-Stollen ins Hangende; Kohle; Durchschlag ins Binsenthal |           | 1849               |                    | [ 1 ]              | Lage |      |
| Heinitz            |                | Heinitzschacht 3; Kohle | 587       | 1855               | 1964               | S 20055            | Lage |      |
| Heinitz            |                | Heinitzschacht 4; Kohle | 388       | 1866               | 1934               | S 20056            | Lage |      |
| Heinitz            |                | Stollen Heinitz P; Kohle |           |                    |                    | [ 1 ]              | Lage |      |
| Heinitz            |                | Wetterschacht nach Flöz Borstel; Kohle; Standort eines Wetterofens |           | 1867               | 1961               | [ 2 ]              | Lage |      |
| Itzenplitz         |                | Itzenplitz 1; Kohle | 423       | 1860               | 1999 (oder früher) | [ 2 ]              | Lage |      |
| Itzenplitz         |                | Itzenplitz 2; Kohle |           | 1872               | 1999               | [ 1 ]              | Lage |      |
| Itzenplitz         |                | Itzenplitz 3; Kohle; Ältester Förderturm im Saarland | 406       | 1882               | 1996               | [ 1 ]              | Lage |      |
| Itzenplitz         |                | Kallenbrunnenschacht; Kohle; Ziegelsteinabmauerung noch recht gut erhalten |           | 1900               |                    | [ 1 ]              | Lage |      |
| Itzenplitz         |                | Einfallende Strecke; Kohle; Einfallende Strecke zum Rußhütter Stollen; zweiter Ausgang des Luftschutzstollens |           |                    |                    | SM 20096           | Lage |      |
| Itzenplitz         |                | Heiligenwald-Schacht; Kohle; Standort eines Ventilators | 184       | 1866               | 1938               | [ 1 ]              | Lage |      |
| Kohlwald           |                | Annaschacht 2, auch genannt: Brunhilde-Schacht; Kohle | 608       | 1911               | 1969 (ca.)         | S 20172            | Lage |      |
| Kohlwald           |                | Annaschacht 4; Kohle | 362       | 1954               | 1969               | S 20173            | Lage |      |
| Kohlwald           |                | Marcel-Bertrand-Schacht 1, auch genannt: Schiffweilerschacht 1; Kohle | 596       | 1925               | 1980               | [ 1 ]              | Lage |      |
| Kohlwald           |                | Marcel-Bertrand-Schacht 2, auch genannt: Schiffweilerschacht 2; Kohle | 377       | 1943               | 1980               | [ 1 ]              | Lage |      |
| Kohlwald           |                | Fahrstrecke; Kohle; mglw. identisch mit „Herminenstollen“, SBK 1938 |           | 1878               |                    | SM 20138           | Lage |      |
| Kohlwald           |                | Hermineschacht 1, auch genannt: Schacht auf der Oberschmelz; Kohle | 520       | 1889               | 1966               | S 20034            | Lage |      |
| Kohlwald           |                | Hermineschacht 2, auch genannt: Ventilatorschacht Hermine; Kohle | 499       | 1880               | 1966               | S 20035            | Lage |      |
| Kohlwald           |                | Hermineschacht 3, auch genannt: Schacht Oberschmelz III; Kohle | 634       | 1929               | 1985               | [ 4 ]              | Lage |      |
| Kohlwald           |                | Alter Kohlwaldschacht, auch genannt: Kohlwaldschacht; Kohle; hatte Probleme mit starkem Wasserzufluss | 175       | 1868               | 1954               | S 20030            | Lage |      |
| Kohlwald           |                | Annaschacht 1, auch genannt: Sieglindeschacht 1; Kohle | 366       | 1892               | 1959               | S 20062            | Lage |      |
| Kohlwald           |                | Annaschacht 3, auch genannt: Sieglindeschacht 2; Kohle | 160       | 1898               | 1959               | [ 2 ]              | Lage |      |
| Kohlwald           |                | Schacht Landsweilerweg; Kohle | 18        | 1820 (oder früher) | 1887–1900          | S 20069            | Lage |      |
| Kohlwald           |                | Eulenthalstollen; Kohle; diente der Fahrung und als Wasserlösungsstollen |           | 1790 (ca.)         | 1883 (oder später) | [ 4 ]              | Lage |      |
| Kohlwald           |                | Versuchsschacht Wolfangerseck; Kohle | 73        | 1860–1870          | 1885–1900          | S 20067            | Lage |      |
| Kohlwald           |                | Wetterschacht Eulenthal; Kohle; Wetterschacht nach Flöz Follenius | 50        |                    |                    | S 20032            | Lage |      |
| Kohlwald           |                | Wetterschacht Wingertsgraben; Kohle | 30        | 1886               |                    | S 20031            | Lage |      |
| Kohlwald           |                | 1,40 m Flöz; Kohle; in Kliverkarte 1887 verzeichnet; Flöz später „Freund“ genannt |           | 1887 (oder früher) |                    | [ 2 ]              | Lage |      |
| König              |                | Wilhelmschacht 1, auch genannt: Förder- und Wasserhaltungsschacht bzw. Hauptschacht bzw. Maschinenschacht; Kohle | 854       | 1844               | 1985               | S 20153            | Lage |      |
| König              |                | Wilhelmschacht 2; Kohle | 660       | 1854               | 1972               | S 20140            | Lage |      |
| König              |                | Wilhelmschacht 4; Kohle | 420       | 1886               | 1953               | [ 2 ]              | Lage |      |
| König              |                | Gegenortschacht; Kohle; Fördergerüst von 1900 ist drittältestes im Saarrevier, wurde bis 1960 von Schacht Frankenholz 3 genutzt                                                                                               | 1859      | 1957               | 1994               | [ 2 ]              | Lage |      |
| König-Wellesweiler |                | Kohle; Konsolidation von König und Wellesweiler |           |                    |                    | [ 5 ]              |      |      |
| Maybach            |                | Jungenwald-Schacht; Kohle; Einziehender Wetterschacht | 906       | 1910               | 1981               | S 20137            | Lage |      |
| Maybach            |                | Erkershöhe-Schacht; Kohle | 153       | 1879               |                    | S 20082            | Lage |      |
| Merchweiler        |                | Bodelschwingh-Stollen; Kohle; Teile des Mundloch-Portals noch sichtbar; Stollen führte von Illingen (Gennweiler) über Merchweiler (Wildseitersschacht) bis zur Grube Itzenplitz.                                              |           | 1840               | 1881               | [ 2 ]              | Lage |      |
| Merchweiler        |                | Hermesstollen; Kohle |           | 1822               | 1881               | [ 1 ]              | Lage |      |
| Merchweiler        |                | Versuchsstrecke; Kohle |           |                    |                    | SM 20060           | Lage |      |
| Quierschied        |                | Thomasstollen; Kohle; benannt nach dem Glashüttenbesitzer Johann Thomas Koehl |           | 1821               | 1832               | SM 20189           | Lage |      |
| Quierschied        |                | Tiefer Stollen; Kohle; Kohlenförderung für die Glashütte Quierschied; bereits 1817 als verbrochen verzeichnet |           | 1779?              | 1817 (oder früher) | SM 20192           | Lage |      |
| Reden              |                | Reden-Stollen; Kohle; das Portal ist eine Rekonstruktion von 1999 |           | 1846               |                    | [ 1 ]              | Lage |      |
| Reden              |                | Bildstock-Schacht (Reden), auch genannt: Bildstockschacht 1; Kohle | 578       | 1899               | 1963               | S 20074            | Lage |      |
| Reden              |                | Wildseiters-Schacht, auch genannt: Moltke-Schacht; Kohle; Förderschacht für Flammkohle u. a. als Deputatkohle | 233       | 1867               | 1892               | S 20081            | Lage |      |
| Reden              |                | Dachswaldschacht; Kohle |           |                    |                    | [ 1 ]              | Lage |      |
| Reden              |                | Förderschacht beim Dachswald; Kohle |           |                    |                    | S 20171            | Lage |      |
| Reden              |                | Schacht Reden IV; Kohle; Kranhaube wurde 2006 entfernt; Förderseile liegen noch auf, aber nicht mehr in Betrieb | 881       | 1887               |                    | [ 1 ]              | Lage |      |
| Reden              |                | Schacht Reden V; Kohle | 943       | 1914               |                    | [ 4 ]              | Lage |      |
| Reden              |                | Inspektor; Kohle; Wetterschacht Inspektor; auf Kliverkarte 1886 verzeichnet | 40        | 1886 (oder früher) |                    | S 20090            | Lage |      |
| Reden              |                | Sattelschacht; Kohle; auf alten Rissen als „ancien Puits“ (alter Schacht) verzeichnet | 46        |                    |                    | S 20088            | Lage |      |
| Reden              |                | Wetterschacht; Kohle; auf Kliverkarte 1887 verzeichnet |           |                    |                    | [ 1 ]              | Lage |      |
| Reden              |                | Wetterschacht; Kohle; Wetterschacht auf eine Grundstrecke im 80 cm Flöz; auf Kliverkarte verzeichnet |           |                    |                    | [ 1 ]              | Lage |      |
| Reden              |                | Schacht Reden III; Kohle | 500       | 1856               |                    | [ 1 ]              | Lage |      |
| Reden              |                | Wetterschacht; Kohle; kleine Halde, Nachfüllberge, alter Schachtstein | 40.5      | 1880               |                    | S 20128            | Lage |      |
| Reden              |                | Waldwiese-Schacht; Kohle; Nachfüllöffnung in Form eines Kanaldeckels | 320       | 1889               | 1938               | [ 1 ]              | Lage |      |
| St.Barbara         |                | Allenfeldschacht; Kohle; Wetterschacht, Materialförderung und Seilfahrt | 609       | 1953               | 1984               | S 20152            | Lage |      |
| St.Barbara         |                | St. Barbara-Schacht; Kohle | 732       | 1949               | 1965               | [ 1 ]              | Lage |      |
| Wellesweiler       |                | Burggrabenschacht, auch genannt: Wetterschacht im Walddistrikt Burggraben; Kohle | 65        | 1870               | 1936               | S 20023            | Lage |      |
| Wellesweiler       |                | Hammelsdell-Schacht, auch genannt: Versuchsschacht; Kohle; nicht abgedeckt, 1936 verfüllt, 1990 nachverfüllt | 120       | 1848               | 1936               | S 20024            | Lage |      |
| Wellesweiler       |                | Palmbaumstollen, auch genannt: Stollen A (in Flöz Nr. 4); Kohle; Name stammt von einem Fossilienfund im Stollen; genutzt bis ca. 1845; im 2. Weltkrieg als Luftschutzstollen genutzt; neues Portal als Denkmal 1989 errichtet |           | 1771               | 1945 (oder später) | [ 1 ]              | Lage |      |
| Wellesweiler       |                | Stollen; Kohle; größerer Sacktrichter |           |                    |                    | SM 20495; SM 20466 | Lage |      |
| Ziehwald           |                | Ziehwaldstollen, auch genannt: Rhein-Nahe-Eisenbahnstollen; Kohle; östliches Mundloch des Ziehwaldstollens |           | 1857               | 1965               | SM 20159           | Lage |      |
| Ziehwald           |                | Stollen; Kohle; verzeichnet auf Kliverkarte, Länge etwa 80 m |           | 1887 (oder früher) |                    | [ 2 ]              | Lage |      |
| Ziehwald           |                | Wetterschacht Flöz Kallenberg; Kohle; Resten einer Natursteinmauerung | 11        | 1887 (oder früher) |                    | S 20164            | Lage |      |
| Ziehwald           |                | Wetterschacht Flöz Kallenberg; Kohle; Halde gut erhalten, auf Kliverkarte verzeichnet | 14        | 1887 (oder früher) |                    | S 20165            | Lage |      |
|                    |                | Höfertal-Schacht; Kohle | 82        |                    |                    | [ 2 ]              | Lage |      |
|                    |                | Emsenbrunnenschacht 2; Kohle | 692       | 1906               |                    | S 20076            | Lage |      |
|                    |                | Landsweiler-Schacht; Kohle | 205       | 1889? 1899?        | 1959–1960          | S 20073            | Lage |      |
|                    |                | Wetterschacht nach Flöz Kallenberg; Kohle | 3         |                    |                    | S 20167            | Lage |      |
|                    |                | Bergestrecke; Kohle; ehemaliger Bergestollen; m 2. Weltkrieg als Luftschutzstollen genutzt |           | 1919               | 1996 (ca.)         | [ 1 ]              | Lage |      |
|                    |                | Wetterschacht im Sinnerthal; Kohle; Achteckige Betonfassung, ca. 2 m hoch |           |                    |                    | [ 1 ]              | Lage |      |
| Eisenstein Carl    |                | Erzstollen; Eisen; Stollen der Eisensteingrube Carl; rekonstruiertes Mundloch |           | 1802               |                    | [ 1 ]              | Lage |      |